# Lądowisko Ełk-Szpital
Lądowisko Ełk-Szpital – lądowisko sanitarne w Ełku, w województwie warmińsko-mazurskim, położone przy ul. Kościuszki 30. Przeznaczone jest do wykonywania startów i lądowań śmigłowców sanitarnych i ratowniczych w dzień i w nocy o dopuszczalnej masie startowej do 5700 kg.
Zarządzającym lądowiskiem jest 108 Szpital Wojskowy z Przychodnią Samodzielny Publiczny Zakład Opieki Zdrowotnej w Ełku. W roku 2014 zostało wpisane do ewidencji lądowisk Urzędu Lotnictwa Cywilnego pod numerem 272